# Stamora Germană

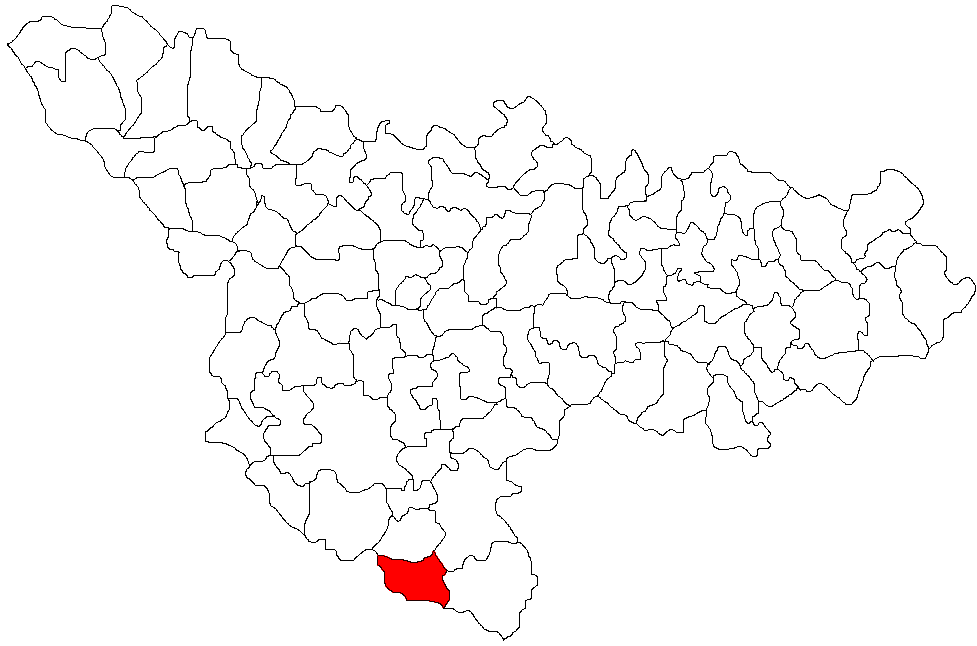
Lage der Gemeinde Moravița im Kreis Timiș

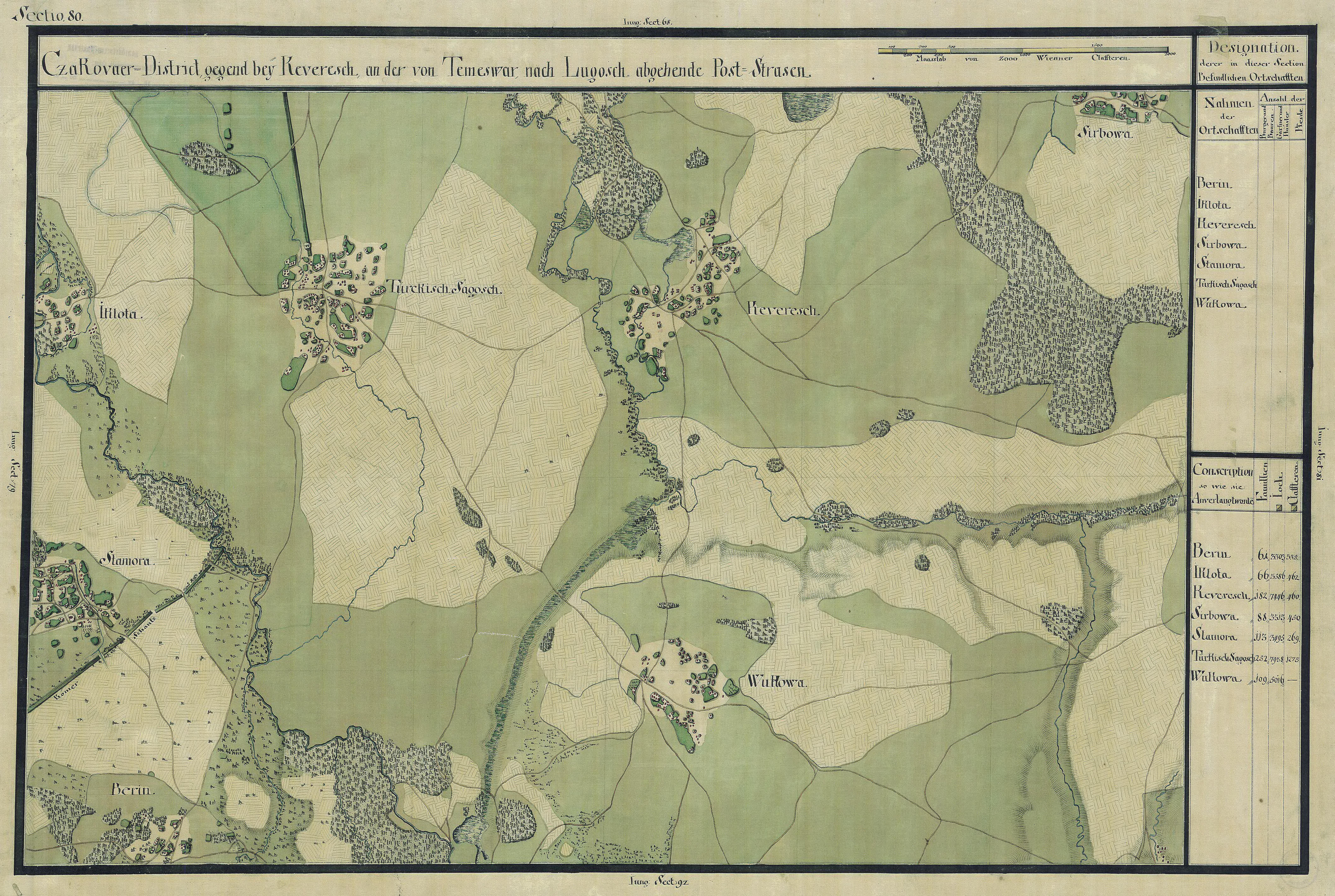
Stamora auf der Karte der Josefinischen Landesaufnahme

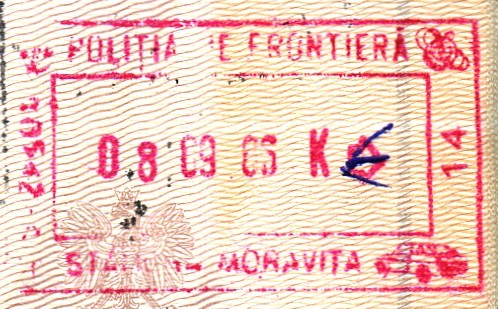
Passstempel vom Grenzübergang Stamora-Moravița

Stamora Germană (deutsch Deutsch-Stamora auch Deutschstamora, ungarisch Alsósztamora oder Németsztamora) ist ein Dorf im Kreis Timiș, Banat, Rumänien. Stamora Germană gehört zur Gemeinde Moravița.

## Lage
Stamora Germană liegt im Süden des Kreises Timiș, an der Eisenbahnstrecke Timișoara–Belgrad und an der Europastraße 70, unweit  der Grenze zu Serbien. 

## Nachbarorte
| Soca       | Denta                                       | Rovinița Mare |
| Veliki Gaj | Kompassrose, die auf Nachbargemeinden zeigt | Dejan         |
| Gherman    | Moravița                                    | Plandište     |

## Etymologie
Der Name „Stamora“ geht auf das Slawische „Sta-Mora“ zurück,  das so viel wie „stehende Mühle“ heißt, im Gegensatz zu „Mora-Vitza“ („gehende Mühle“). Den Namen verdankt der Ort seinem slowakischen Gründer „Josef Malenicza de Stamora“. Im Jahre 1773 verlieh die Kaiserin Maria Theresia an Josef Malenicza, Stadtrichter von Temeswar, und dessen Großneffen Peter Malenicza einen auf die österreichischen Erblande gültigen Adelsbrief, mit dem Prädikat „de Stamora“ zusammen mit einer Schenkungsurkunde von etwa 10.000 Joch Landbesitz in Stamora und Umgebung.

## Geschichte
Die ersten Einwohner von Stamora waren Slowaken. Auf der Karte der Josefinischen Landesaufnahme ist der Ort als „Toth Stamora“ (Slowakisches Stamora) eingetragen. Ein ausführlicher Gemeindeplan von 1779 ist eines der ältesten Dokumente von Deutsch-Stamora. Erste deutsche Siedler kamen 1789 aus der Habsburgermonarchie. 1802 kamen Deutsche auf den Ruf der Grundherrschaft aus den Nachbargemeinden Zichydorf, Morawitz, aber auch aus den Ortschaften Sackelhausen, Bogarosch, Lowrin, Grabatz sowie aus Mittel-Ungarn. Nach und nach wanderten die Slowaken in die umliegenden Dörfer Butin, Șemlac und Clopodia ab, diejenigen, die blieben, wurden von den Deutschen assimiliert.
Am 4. Juni 1920 wurde das Banat infolge des Vertrags von Trianon dreigeteilt. Der größte, östliche Teil, zu dem auch Stamora gehörte, fiel an das Königreich Rumänien. 1923 erhielt der Ort die amtliche Bezeichnung Stamora Germană.
Infolge des Waffen-SS Abkommens vom 12. Mai 1943 zwischen der Antonescu-Regierung und Hitler-Deutschland wurden alle deutschstämmigen wehrpflichtigen Männer in die deutsche Armee eingezogen. Noch vor Kriegsende, im Januar 1945, fand die Deportation aller volksdeutschen Frauen zwischen 18 und 30 Jahren und Männer im Alter von 16 bis 45 Jahren zur Aufbauarbeit in die Sowjetunion statt.
Das Bodenreformgesetz vom 23. März 1945, das die Enteignung der deutschen Bauern in Rumänien vorsah, entzog der ländlichen Bevölkerung die Lebensgrundlage. Der enteignete Boden wurde an Kleinbauern, Landarbeiter und Kolonisten aus anderen Landesteilen verteilt. Anfang der 1950er Jahre wurde die Kollektivierung der Landwirtschaft eingeleitet. Durch das Nationalisierungsgesetz vom 11. Juni 1948, das die Verstaatlichung aller Industrie- und Handelsbetriebe, Banken und Versicherungen vorsah, fand die Enteignung aller Wirtschaftsbetriebe unabhängig von der ethnischen Zugehörigkeit statt.
Da die Bevölkerung entlang der rumänisch-jugoslawischen Grenze von der rumänischen Staatsführung nach dem Zerwürfnis Stalins mit Tito und dessen Ausschluss aus dem Kominform-Bündnis als Sicherheitsrisiko eingestuft wurde, erfolgte am 18. Juni 1951 die Deportation „von politisch unzuverlässlichen Elementen“ in die Bărăgan-Steppe unabhängig von der ethnischen Zugehörigkeit. Die rumänische Führung bezweckte zugleich den einsetzenden Widerstand gegen die bevorstehende Kollektivierung der Landwirtschaft zu brechen. Als die Bărăganverschleppten 1956 heimkehrten, erhielten sie die 1945 enteigneten Häuser und Höfe zurückerstattet. Der Feldbesitz wurde jedoch kollektiviert.

## Wirtschaft
Die bedeutendste wirtschaftliche Errungenschaft Mitte des 19. Jahrhunderts war der Bau der Eisenbahnlinie, im Jahre 1855. Die Strecke wurde im Mai 1858 fertiggestellt und am 18. Juli feierlich dem Verkehr übergeben. Die Gemeinden Deutsch-Stamora und Moravița erhielten einen gemeinsamen Bahnhof Stamora-Moravița (rumänisch Gara Stamora-Moravița) mit Verladerampen und einer Pumpstation für Lokomotiven. Der Bahnhof war der einzige Güterbahnhof zwischen Detta und Werschetz, in welchem die umliegenden Ortschaften ihre Erzeugnisse verfrachteten oder Güter bezogen.
Ein wichtiger Wirtschaftsfaktor in Deutsch-Stamora waren die Mühlen. 1886 hatte Stamora zwei Walzmühlen. Die Mühle von Josef Theiß war bis 1975 in Betrieb.

## Demographie
Bis zum Zweiten Weltkrieg war der Bevölkerungsanteil der Deutschen in Deutsch-Stamora stets über 90 %. 
| 1880 | 1.305 | 8   | 1.285 | 5   | 7  |
| 1890 | 1.513 | 10  | 1.436 | 57  | 10 |
| 1910 | 1.447 | 32  | 1.289 | 117 | 9  |
| 1930 | 1.212 | 69  | 1.126 | 10  | 7  |
| 1941 | 1.249 | 82  | 1.119 | 35  | 13 |
| 1977 | 959   | 362 | 449   | 92  | 56 |
| 1992 | 913   | 695 | 85    | 67  | 66 |
| 2002 | 892   | 731 | 23    | 56  | 82 |